# Gallatin (Tennessee)
Gallatin es una ciudad ubicada en el condado de Sumner en el estado estadounidense de Tennessee. En el Censo de 2010 tenía una población de 30.278 habitantes y una densidad poblacional de 368,2 personas por km².

## Geografía
Gallatin se encuentra ubicada en las coordenadas 36°22′43″N 86°28′9″O / 36.37861, -86.46917. Según la Oficina del Censo de los Estados Unidos, Gallatin tiene una superficie total de 82.23 km², de la cual 80.8 km² corresponden a tierra firme y (1.74%) 1.43 km² es agua.

## Demografía
Según el censo de 2010, había 30.278 personas residiendo en Gallatin. La densidad de población era de 368,2 hab./km². De los 30.278 habitantes, Gallatin estaba compuesto por el 78,3% blancos, el 17,6% eran afroamericanos, el 0,29% eran amerindios, el 0,4% eran asiáticos, el 0,07% eran isleños del Pacífico, el 2% eran de otras razas y el 1,49% pertenecían a dos o más razas. Del total de la población el 3,45% eran hispanos o latinos de cualquier raza.